# Nina Bourne
Nina Bourne (Varsovia, 16 de junio de 1916 – Nueva York, 9 de abril de 2010) fue una ejecutiva editorial durante más de 70 años tanto en Simon & Schuster como Alfred A. Knopf. Fue conocida por sus campañas de marketing y publicidad para varios libros incluyendo Catch-22 y la serie de libros infantiles Eloise.

## Infancia y vida personal
Nina Bourne nació el 16 de junio de 1916 en Varsovia y llegó a Nueva York cuando tenía 5 años de edad. Bourne asistió a la escuela Fieldston y al Radcliffe College, donde se graduó como bachiller en 1937.
Bourne no se casó pero "adoptó" a muchos de los hijos de sus amigos como propios.

## Carrera
Bourne inició su carrera en 1939 en Simon & Schuster escribiendo una carta de aplicación en la forma de un poema que incorporaba los nombres de los principales autores de la editorial. Su primer puesto fue de secretaria del cofundador Richard Simon. Trabajando con Jack Goodman, desarrolló un instinto para la redacción publicitaria.
Bourne describió sus primeros días en Simon & Schuster como mágicos. "Estaba entusiasmada con los elegantes anuncios escritos por Dick Simon. Le decíamos 'Jefe,' porque el no tenía que contentar a nadie. El sólo escribía. Y sus anuncios eran completos y directos y conversacionales y fácticos y fantásticos."
Luego de la muerte de Goodman en 1957, Bourne inició la escritura de The Inner Sanctum, un publirreportaje que apareció tanto en el New York Times Book Review y Publishers Weekly. The Inner Sanctum fue también el nombre de una línea de misterio de Simon & Schuster  y Max Schuster y Dick Simon fueron los autores originales de l columna.
Bourne creó campañas publicitarias para títulos estrella como Catch-22, Eloise y The Rise and Fall of the Third Reich. La campaña de Bourne para Catch-22 empezó en 1961 y hoy en día es considerada como un clásico tanto para estudiantes de publicidad como de editoriales. Una defensora personal del libro, Bourne puso grandes avisos que reportaron en su progreso en el mercado con una lista de prominentes autores que alababan el libro y también citaban reseñas de lectores ordinarios. Esta campaña continuó por más de un año reportando con progreso a los lectores pasados y futuros e incluso incluía una noticia de cumpleaños. El libro de tapa dura sólo vendió 35,000 ejemplares en su primera edición pero mejoró cuando se publicó en edición de bolsillo por Dell. La edición de bolsilla vendió casi un millón de ejemplares para 1962. De Catch-22, Bourne tijo a Gottlieb, "Soy como la institutriz demente que piensa que el hijo es suyo."
Bourne creó la campaña publicitaria para los libros infantiles de Kay Thompson Eloise con la frase, "Un libro para adultos precoces."
Bourne también ideó el título del libro The Rise and Fall of the Third Reich. El autor William Shirer, estaba trabajando en el libro con el editor Joe Barnes con el título preliminar de Hitler's Nightmare Empire. A nadie le gustó el título y fue Bourne quien luego de ver la cubierta sufirió que utilizaran el subtítulo como el título.
En 1966, Bourne fue nombrada vicepresidente de publicidad de Simon & Schuster.
En 1968, Gottlieb, Bourne, y Schulte se fueron a Alfred A. Knopf luego de que Bob Bernstein, el CEO de Random House les dijera "otras personas pueden ofrecerles un empleo. Yo puedo ofrecerles una casa editorial. Si vienen, los tres podrán dirigir Knopf." Bourne se mantuvo como vicepresidente hasta el 2009. De su largo tiempo, Bourne dijo a Jane Friedman, "La cosa mas maravillosa que me pasó, Jane. Un día bajé las escaleras por un paquete de cigarrillos en Simon & Schuster, y para el momento que subí, 29 años habían pasado." En Knopf, Bourne desarrolló su marca mostrando anuncios grandes, limpios y muy bordeados en blanco y negro con poca copia.
Tras conocer a Bourne en 2005, Al Silverman la describió, "Nina salió del ascensor con una pequeña sonrisa en su cara. Tenía que ser ella. Viéndolo de cerca, veo que su cara no fue tocada por la edad. Ella tenía un pequeño sombrero sobre un pequeño flequillo, dándole ese look tipo Anita Loos. Pero ella era mas bonita que Loos. 89 años de edad y ella estaba aún trabajando para Knopf cuatro días a la semana, haciendo el mismo trabajo que había hecho para Simon & Schuster hacía mucho tiempo cuando -- leyendo manuscritos, escribiendo copias de solapa, ayudando con los anuncios, peleando por los libros que ella pensaba debían ser adquiridos."
Alice Quinn, una antigua editora senior de Knopf y también la editora de poesía en el the New Yorker describió Bourne como una "gran, gran maestra para ella y mucha otra gente."
Además de su carrera editorial, Bourne ocasionalmente publicó pequeños versos en the New Yorker.